# 尖葉新懸蘚
尖葉新懸蘚（学名：Neobarbella pilifera）为蔓蘚科新懸蘚屬下的一个种。